# Sumpfmann
Das Gedankenexperiment des Sumpfmannes von Donald Davidson baut auf der Zwillingserde von Hilary Putnam auf und bekräftigt das Konzept des semantischen Externalismus. Vorgestellt wird es in dem Aufsatz „Knowing One's Own Mind“, der 1987 von Donald Davidson veröffentlicht wurde.

## Situation
Man nehme an, dass Davidson in einem Sumpfgebiet herumwandert und plötzlich von einem Blitzschlag getroffen und getötet wird. Zur gleichen Zeit schlägt an einer anderen, nahen Stelle ein anderer Blitz ein und bewirkt, dass sich die Moleküle an dieser Stelle spontan und vollkommen zufällig so anordnen, dass sie exakt die Form annehmen, die Davidsons Körper zur Zeit seines Todes hatte.
Das so entstandene Lebewesen, der Sumpfmann, verfügt über ein Gehirn, das in der Struktur exakt identisch mit dem ist, das Davidson hatte, und wird sich aus diesem Grund genau wie Davidson verhalten. Er wird von seiner Wanderung zurückkehren und dieselben Aufsätze schreiben, die Davidson geschrieben hätte; er wird sich zu Davidsons Familie wie Davidson verhalten, und so weiter.

## Folgen
Der Sumpfmann wird sich exakt wie Davidson verhalten und ist von diesem nicht zu unterscheiden. Dennoch, so Davidson, gibt es einen Unterschied. Dem Anschein nach wird der Sumpfmann die Freunde, Kollegen und Familie Davidsons wiedererkennen. Dies ist jedoch unmöglich, da er sie nie wirklich erkannt hat – er hat sie ja nie zuvor gesehen.
Ebenso könnte der Sumpfmann sich auf einen Aufsatz beziehen, den er vergangene Woche gelesen habe. Da er eine Woche zuvor aber nicht existiert hat, ist dies auch unmöglich. Davidson hingegen könnte dieselbe Aussage wahrheitsgemäß treffen. Von außen wäre der Wahrheitsgehalt der Aussagen nicht zu erkennen.
Das Experiment soll zeigen, dass die Bedeutung derselben Aussage von zwei vollkommen identischen Personen unterschiedlich sein kann, obwohl die beiden Personen exakt dieselbe Vorstellungswelt besitzen.

## Gegenargumente
- Es gibt auseinandergehende Ansichten darüber, ob eine Kopie eines Gehirns auch eine Kopie des Verstandes impliziert, ob eine solche Kopie überhaupt möglich ist, ob ein Verstand kopiert werden kann oder ein Produkt eines Entwicklungsvorgangs ist, und so weiter. (Davidson selbst bezeichnet den Sumpfmann mit dem englischen geschlechtsneutralen Pronomen it, weil nicht sicher ist, ob es sich um eine Person handelt, weil nicht sicher ist, ob es einen eigenen Verstand besitzt.)
- Gedankenexperimente, die sich von der Realität zu sehr unterscheiden, könnten irreführend sein, weil sie intuitiv nur im Rahmen der tatsächlichen Wirklichkeit verstanden werden können.